# Jama
A jama (néha jáma, szanszkrit: यम , yama, jelentése: szabályozni vagy harmonizálni) etikai szabályokat fogalmaz meg a helyes élettel kapcsolatban a hinduizmusban és a jógában. A jóga rendszerének első lépcsőfoka.
A jóga rendszere nyolc tagot vagy lépcsőfokot foglal magába: Az első lépcsőfok - a jama - az erkölcsi tiltások és szabályok rendszere. 
A jama több egymással összefüggő alaphozzáállást foglal magába, amelyek nem választhatók szét; fejlesztik és segítik egymást. Ezek nem abszolút erkölcsi parancsok, hanem lélektani támpillérek az elme csendjének megteremtéséhez, melynek hiányában a fejlődés a jógában elkerüli az egyént.
E módok alapján lesz a jógi úrrá testi mivoltán, szervezetének fizikai működésén.
A jóga további tagjai: a nijama (betartandó előírások), ászana (testhelyzetek, testtartások), pránájáma (légzéstechnikák), pratjahara ("befelé tekintés"), dhárana ("koncentráció"), dhjána ("meditáció"), szamádhi (transz, az abszolút való megismerése).

## Öt jama
Patandzsali Jóga-szútráiban említett öt jama:
- ahimsza (अहिंसा ahimszā): erőszakmentesség, nem-ártás

```
"Aki a nem-ártásban megszilárdul, annak a környezetében is megszűnik a gyűlölködés."
```

- szatja (सत्य szatjā): "igazság"; igazmondás, igazságosság

```
"Aki az igazsághoz való hűségben megszilárdul, annak szavai beteljesülnek."
```

- asztéja (अस्तेय): a tulajdon tisztelete

```
"Aki a nem-lopásban megszilárdul, annak igazi kincsek tárulnak fel."
```

- brahmacsarja (ब्रह्मचर्य): önmegtartóztatás, önfegyelmezés

```
"Aki a szüzesség gyakorlásában megszilárdul, hősies erőre tesz szert."
```

- aparigraha (अपरिग्रह):  birtoklásmentesség (csak a létfenntartáshoz szükséges dolgok megtartása)

```
"Aki a szegénység gyakorlásában szilárdan megalapozódik az megérti, hogy miért született erre a világra."
```

## Tíz jama
A Jóga-upanisadokban említett tíz jama:
- ahimsza (अहिंसा ahimszā): erőszakmentesség, nem-ártás minden élő iránt. Az ahimsza elvét megszegi, aki megvetést mutat a másik ember iránt, aki bárkivel szemben oktalanul ellenszenvet vagy előítéletet érez, aki másra rosszallóan tekint, aki más embert gyűlöl, aki mást kihasznál, aki másokról rosszat mond, aki rágalmaz vagy becsmérel másokat, akinek gyűlölködő gondolatati vannak, aki hazudik, vagy aki más embert bármely egyéb módon bántalmaz.[6] Amikor egy emberben a senkinek és semminek sem ártás ideája teljesen megvalósul, jelenlétében maguk a vadállatok is szelídek lesznek. Egy ilyen jógi jelenlétében a tigris és bárány egymással játszani fog. Amikor először elérte ezt, tudni fogja, hogy megvalósult benne a nem-ártás – szilárdan.[7]
- szatja (सत्य szatjā): igazmondás, ragaszkodás az igazsághoz. Ha csak egy kicsit is hazudunk, az ettől még hazugság marad. A jógi, az igazságban élve, eléri a képességet, hogy a maga és mások számára, a munka gyümölcsét fáradozás nélkül learassa. Ha az igazságnak ebben az erejében vagyunk, az álmok soha sem fognak velünk valótlant közölni. Gondolatban, szóban és tettben, egyaránt igazak leszünk. Mindent amit mondunk igazság lesz. Mondhatjuk egy embernek, légy áldott és áldott lesz. S ha egy beteg embernek azt mondjuk légy egészséges, azonnal meg fog gyógyulni.[7]
- asztéja (अस्तेय): a tulajdon tisztelete (a lopás tilalma). Ha a jógi a "nem-lopás" állapotában van, a bőség hozzááramlik.[7]
- brahmacsarja (ब्रह्मचर्य): önfegyelem, önkontroll, önmegtartóztatás. Az agy, a nemi mértékletesség következtében hatalmas energiával és akaraterővel rendelkezik. Szüzesség nélkül nincs lélekerő. A mértékletesség elvezet az emberek fölötti uralkodás csodálatosabb módjaihoz.[7]
- kszama (क्षमा kṣzamā): megbocsátás. A hinduizmus (és más vallások) egyik etikai alapja.
- dhṛti (धृति): az elmében való elkötelezettség, erősség
- daja (दया dajā): együttérzés, mások iránti könyörületesség, szeretet
- árjava (आर्जव): képmutatásmentesség,[8] "egyenesség"
- mitáhára (मितहार): mértékletesség a táplálkozásban. A gondolatok a táplálékból születnek. Ha az étel egyszerű és "tiszta", a gondolatok is tiszták lesznek. Akinek a gondolatai tiszták, az igen nagy meggyőző erővel beszél és mély hatást tesz hallgatósága elméjére.[9] Az önsanyargatás (hosszú böjt) következménye rögtön észrevehető, gyakran mint szellemi vizionárius erő, kiemelkedő képességek.[7]
- saucsa (शौच): külső és belső tisztaság. E kettő közül a belső tisztaság - a szív és az elme tisztasága - a fontosabb. A belső tisztaság vidámságot, örömöt, harmóniát, nyugalmat, békességet ad. Minden tisztátalan és gyűlöletes gondolat amiket táplálunk, visszapattan – legyünk akár félrevonultan egy barlangban - összegyűlnek és egy nap rettenetes erővel, mint valamilyen földi kényszerűség, visszatér hozzánk. Ha gyűlöletet és irigységet sugárzunk ki, kamatos kamataival térülnek azok meg. A tisztátalanság megszüntetése után az önmegtartóztatás következménye, az érzékszervek és a test erőinek kibontakoztatása lesz.[7]

## Fordítás
- Ez a szócikk részben vagy egészben  a   Yamas című angol Wikipédia-szócikk fordításán alapul.  Az eredeti cikk szerkesztőit annak laptörténete sorolja fel. Ez a jelzés csupán a megfogalmazás eredetét és a szerzői jogokat jelzi, nem szolgál a cikkben szereplő információk forrásmegjelöléseként.